# Tirthankara

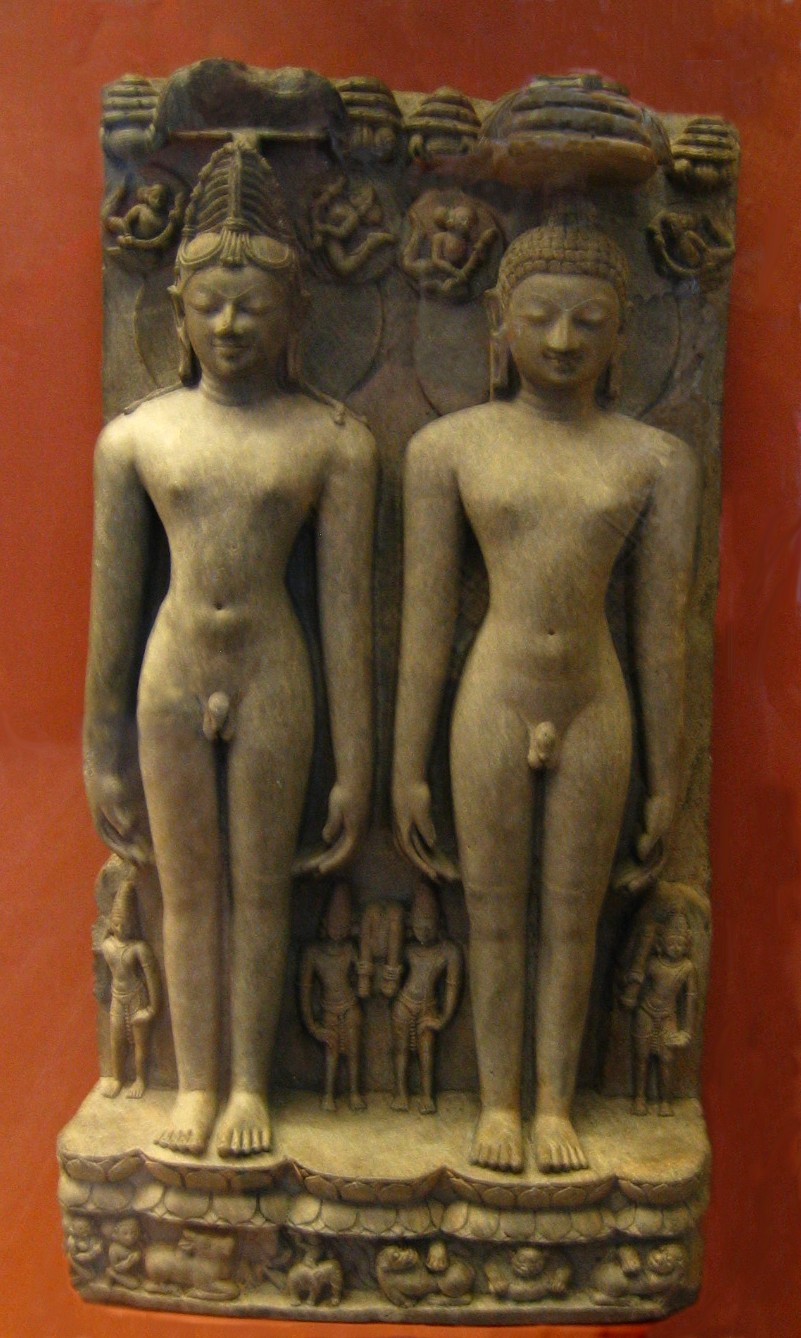
Tirthankara's Mahavira (rechts) en Rishabhadeva (links). Tirthankara's worden gewoonlijk naakt afgebeeld, omdat ze alle wereldse begeerten worden geacht te hebben opgegeven. Orissa, 11e-12e eeuw, nu in het British Museum

Een tirthankara is binnen het jaïnisme een spirituele en religieuze leraar, die de cyclus van reïncarnatie en dood (samsara) achter zich heeft gelaten door het bereiken van verlichting (moksha). Tirthankara's kunnen door hun leringen anderen de weg naar de verlichting wijzen. Volgens de jaïnistische kosmologie verschijnen er elke maal dat het wiel der tijd (de dharmachakra) een halve slag draait (een onnoemelijk lange periode) 24 tirthankara's op aarde. De 24e en laatste tirthankara van de huidige halve cyclus zou Mahavira zijn, die in de 5e eeuw v.Chr. leefde. Jaïns geloven dat de jaina canon de leringen van de 24 tirthankara's bevat. Per definitie kunnen de tirthankara's elkaar niet tegenspreken.
Omdat een tirthankara geen materiële behoeftes of begeertes (kashaya's) meer heeft, zijn zijn kennis en spirituele kracht oneindig groot. Deze kracht zet een tirthankara uitsluitend in om anderen de weg naar verlichting te wijzen. Daartoe gebruikt de tirthankara zijn sublieme visie (darshana) en sublieme preekkunst (deshna). Een tirthankara kan echter alleen personen die oprecht naar moksha zoeken de weg naar verlichting wijzen. Wanneer zijn leven ten einde komt bereikt de tirthankara de staat van siddha of Nirwana, waarmee zijn cyclus van sterven en reïncarnatie ten einde komt.
De eerste tirthankara van de huidige halve cyclus was Rishabha, de mythische stichter van het jaïnisme. Rishabha was de zoon van Nabhiraja, de laatste kulankara. In de jaïnistische mythologie was Rishabha de stichter van de Ikshvakudynastie van Ayodhya, die ook in de hindoeïstische Purana's en in de boeddhistische kroniek Mahavamsa genoemd wordt. Van de overige 23 tirthankara's waren er 21 afkomstig uit dezelfde koninklijke dynastie. Hun levensverhalen (en verhalen van hun vorige levens) vormen onderdeel van de jaïnistische mythologie.
Tirthankara's worden meestal afgebeeld zonder kleding, omdat ze alle wereldse behoeften en begeerten hebben opgegeven. Meestal worden ze afgebeeld in de lotushouding, maar ook beelden in een staande positie (kayoksarga) komen voor.

## Chronologie
Rishabha trad op in de Krita of Satya Yuga van onze huidige cyclus. De Induscultuur bloeide waarschijnlijk in de periode van de derde (Sambhavanatha) tot en met de negende tirthankara (Pushpadanta). In de periode van de tiende (Shitalanatha) kwamen de vedische ariërs op met hun brahmaanse cultuur. Vanaf de zestiende (Shantinatha) zou het jainisme ononderbroken hebben bestaan. De twintigste (Munisuvrata) leefde ten tijde van Rama, aan het einde van de Treta Yuga, ruim 870.000 jaar geleden. De eenentwintigste (Naminatha) zou invloed hebben gehad op het ontstaan van de upanishaden binnen de vedische traditie. De tweeëntwintigste (Neminatha) was een neef van Krishna en leefde dus net voor het begin van de huidige Kali Yuga, de meest duistere periode, die volgens de hindoeïstische tijdrekening 5100 jaar geleden begon. De drieëntwintigste (Parsvanatha) werd in 877 v. Chr. in Varanasi geboren en verliet de wereld om nirvana binnen te gaan in 777 v. Chr. Boeddha werd sterk door zijn traditie geïnspireerd en beïnvloed. De vierentwintigste en laatste tirthankara is Vardhamana Mahavira, een generatie ouder dan Boeddha, die in dezelfde streek in Bihar leefde. Misschien was hij de nirgrantha (niggantha, naakte wijze) Nataputta, die Boeddha ontmoette. Mahavira's leven en leer zijn al vijfentwintig eeuwen de inspiratiebron voor jains en anderen.

## Lijst van tirthankara's
- 1. Rishabha (natha)
- 2. Ajitananatha
- 3. Sambhavanatha
- 4. Abhinandananatha
- 5. Sumatinatha
- 6. Padmaprabha
- 7. Suparshvanatha
- 8. Chandraprabha
- 9. Pushpadanta
- 10.Shitalanatha
- 11.Shreyanasanatha
- 12.Vasupujya
- 13.Vimalanatha
- 14.Anantanatha
- 15.Dharmanatha
- 16.Shantinatha
- 17.Kunthunatha
- 18.Aranatha
- 19.Mallinatha
- 20.Munisuvrata
- 21.Naminatha
- 22.Neminatha (Arishtanemi)
- 23.Parshvanatha
- 24.Vardhamana Mahavira